# Área Protegida Autónoma Descentralizada Cordillera Oriental del Carchi
El Área Protegida Autónoma Descentralizada Cordillera Oriental del Carchi, es un área protegida del Subsistema Autónomo Descentralizado, localizada nororiente del Ecuador, en la provincia del Carchi. El área protegida está conformada por bosque de ceja de montaña y páramo en las zonas más altas y cultivos y pastos en las zonas más bajas.